# 破曉時分
《破曉時分》（英語：At Dawn）是一部於1968年國聯影業有限公司出品的電影，由姚鳳磐編劇，李翰祥及宋存壽導演，並由楊群、趙麗萍、伍秀芳等主演。《破曉時分》是臺灣電影史上最重要的經典作品之一。全片將時間壓縮在破曉前夕的深夜，既揭露了封建社會官場的腐敗黑暗和殘酷，亦將主人翁的內心掙扎及無能爲力表現得淋漓盡致。

## 故事大綱
故事發生在清朝末年，年輕純樸的老三（楊群飾）在破曉時分到達衙門，開始第一天當差的工作，目睹一宗屈打成招的案件。
年方十七的周素珍（伍秀芳飾）因家貧賣身與商人徐氏（劉維斌飾）為妾。大雪之夜，徐氏身懷五百兩銀到素珍處過夜，並告訴素珍銀兩是將她轉賣的款項。素珍不甘再被賣，趁徐氏熟睡後連夜踏雪逃回娘家，途中遇到騎馬路過的戴四（佟林飾）。戴四剛收畢賬款回家，因見周素珍在雪中行走不便，好意讓她騎馬同行，戴周二人在途中被官差逮捕。原來素珍走後，徐氏遭人劫去五百兩銀子並殺害。徐氏的妻子（李虹飾）指控戴周二人通姦及謀財害命之罪。因為縣太爺（洪波飾）收取了徐妻的賄賂，所以硬將周素珍屈打成招。
本性善良的老三對被屈打成招的戴周二人於心不忍，卻被派向二人用刑。之後老三更因受到八爺（馬驥飾）威逼利誘而冒充客棧伙計作偽證指控，希望草草結案把無辜的戴周二人定成殺人兇手。

## 演員表
| 演員   | 角色   | 備註                                           |
| 楊群   | 老三   | 初到衙門的衙役                                 |
| 趙麗萍 | 老三妻 | 老三之妻                                       |
| 韓甦   | 老三父 | 老三之父                                       |
| 劉維斌 | 徐氏   | 商人，被謀財害命                               |
| 李虹   | 徐妻   | 徐氏之正室                                     |
| 伍秀芳 | 周素珍 | 徐氏之妾。無辜被控通姦及謀財害命               |
| 佟林   | 戴四   | 收賬回家途中遇到周素珍。無辜被控通姦及謀財害命 |
| 洪波   | 縣太爺 |                                                |
| 孫越   | 師爺   |                                                |
| 馬驥   | 八爺   |                                                |